# Ophisops minor
Ophisops minor là một loài thằn lằn trong họ Lacertidae. Loài này được Deraniyagala mô tả khoa học đầu tiên năm 1971.